# Berton Churchill
Berton Churchill (Toronto, 9 dicembre 1876 – New York, 10 ottobre 1940) è stato un attore canadese.

## Biografia
Attore in compagnie teatrali di giro, Berton Churchill si trasferì a New York ai primi del Novecento e apparve in numerosi spettacoli di Broadway. Fu uno dei primi componenti di Actors Equity,un sindacato dello spettacolo, e come sindacalista ebbe parte attiva nello sciopero che nel 1919 vide l'agitazione degli artisti professionisti, il che lo portò ad essere inserito nella lista nera dei produttori.
Durante gli anni venti, Churchill apparve in diversi film girati sulla costa orientale e, all'avvento del cinema sonoro, si trasferì a Hollywood e intraprese una prolifica carriera di caratterista, interpretando un gran numero di personaggi dall'atteggiamento severo e pomposo, in genere banchieri, uomini di legge, esponenti della politica e facoltosi imprenditori. Nei primi anni trenta divenne richiestissimo dai produttori, arrivando a girare 34 film nel solo anno 1932. Durante il decennio fu diretto da celebri registi come Frank Capra in La follia della metropoli (1932), Otto Preminger in Schiavo della tua malia (1936), Henry King in L'incendio di Chicago (1937). 
Churchill è noto in particolare per il ruolo di Henry Gatewood, il banchiere in fuga con la diligenza nel classico del western Ombre rosse (1939), diretto da John Ford. Con lo stesso Ford, l'attore lavorò in altre occasioni, nei film Il giudice (1934), Il battello pazzo (1935), Il giuramento dei quattro (1938).
Anche a Hollywood, Churchill mantenne l'impegno nella tutela sindacale degli attori. Nel 1933, insieme con i colleghi Charles Miller, Grant Mitchell, Ralph Morgan, Alden Gay e Kenneth Thomson, fondò la Screen Actors Guild, sindacato preposto a contrastare lo strapotere dei principali studi cinematografici, che costringevano gli attori a stipulare contratti pluriennali con condizioni restrittive.
Churchill morì per avvelenamento uremico nel 1940 a New York, dove si trovava per recitare a Broadway nella commedia George Washington Slept Here. La sua salma fu riportata sulla costa occidentale per essere sepolta nel Forest Lawn Memorial Park a Glendale, in California.

## Filmografia parziale
- Secrets of a Secretary, regia di George Abbott (1931)
- A Fool's Advice, regia di Ralph Ceder (1932)
- Afraid to Talk, regia di Edward L. Cahn (1932)
- Quest'età imprudente (This Reckless Age), regia di Frank Tuttle (1932)
- L'ultimo scandalo (Scandal for Sale), regia di Russell Mack (1932)
- Two Seconds, regia di Mervyn LeRoy (1932)
- Quella canaglia di Pick (Fast Companions), regia di Kurt Neumann (1932)
- The Rich Are Always with Us, regia di Alfred E. Green (1932)
- The Dark Horse, regia di Alfred E. Green (1932)
- The Crooked Circle, regia di H. Bruce Humberstone (1932)
- La follia della metropoli (American Madness), regia di Frank Capra (1932)
- La scomparsa di miss Drake (Okay America!), regia di Tay Garnett (1932)
- Tentazioni (The Cabin in the Cotton), regia di Michael Curtiz (1932)
- The Big Stampede, regia di Tenny Wright (1932)
- Io sono un evaso (I Am a Fugitive from a Chain Gang), regia di Mervyn LeRoy (1932)
- Madame Butterfly, regia di Marion Gering (1932)
- Lo scandalo dei miliardi (The Billion Dollar Scandal), regia di Harry Joe Brown (1933)
- Laughter in Hell, regia di Edward L. Cahn (1933)
- From Hell to Heaven, regia di Erle C. Kenton (1933)
- Ma che cos'è quest'Africa! (So This Is Africa), regia di Edward F. Cline (1933)
- Eroi in vendita (Heroes for Sale), regia di William A. Wellman (1933)
- Il suo ufficiale di marina (Her First Mate), regia di William Wyler (1933)
- College Coach, regia di William A. Wellman (1933)
- Il piccolo gigante re dei gangsters (The Little Giant), regia di Roy Del Ruth (1933)
- L'imprevisto (Hi Nellie!), regia di Mervyn LeRoy (1934)
- Il mistero del vagone letto (Murder in the Private Car), regia di Harry Beaumont (1934)
- Bachelor Bait, regia di George Stevens (1934)
- Abbasso le donne (Dames), regia di Ray Enright (1934)
- Il giudice (Judge Priest), regia di John Ford (1934)
- Amore alla frontiera (Frontier Marshal), regia di Lewis Seiler (1934)
- Il tesoro dei faraoni (Kid Millions), regia di Roy Del Ruth (1934)
- The County Chairman, regia di John G. Blystone (1935)
- Page Miss Glory, regia di Mervyn LeRoy (1935)
- Il battello pazzo (Steamboat Round the Bend), regia di John Ford (1935)
- Signora vagabonda (Vagabond Lady), regia di Sam Taylor (1935)
- The Dark Hour, regia di Charles Lamont (1936)
- Three of a Kind, regia di Phil Rosen (1936)
- La reginetta dei monelli (Dimples), regia di William A. Seiter (1936)
- Schiavo della tua malia (Under Your Spell), regia di Otto Preminger (1936)
- Parnell, regia di John M. Stahl (1937)
- L'incendio di Chicago (In Old Chicago), regia di Henry King (1938)
- Il giuramento dei quattro (Four Men and a Prayer), regia di John Ford (1938)
- Vagabondi al chiaro di luna (Kentucky Moonshine), regia di David Butler (1938)
- La dama e il cowboy (The Cowboy and the Lady), regia di H.C. Potter (1938)
- Bisticci d'amore (Sweethearts), regia di W. S. Van Dyke (1938)
- Ombre rosse (Stagecoach), regia di John Ford (1939)
- So This Is London, regia di Thornton Freeland (1939)
- Profughi dell'amore (Daughters Courageous), regia di Michael Curtiz (1939)
- Angeli senza cielo (Angels Wash Their Faces), regia di Ray Enright (1939)
- Brother Rat and a Baby, regia di Ray Enright (1940)
- Giuramento di sangue (20 Mule Team), regia di Richard Thorpe (1940)
- L'errore del dio Chang (Turnabout), regia di Hal Roach (1940)
- Saturday's Children, regia di Vincent Sherman (1940)

## Doppiatori italiani
- Olinto Cristina in L'incendio di Chicago, La dama e il cowboy
- Amilcare Pettinelli in Ombre rosse